# Kryssningsfartyg

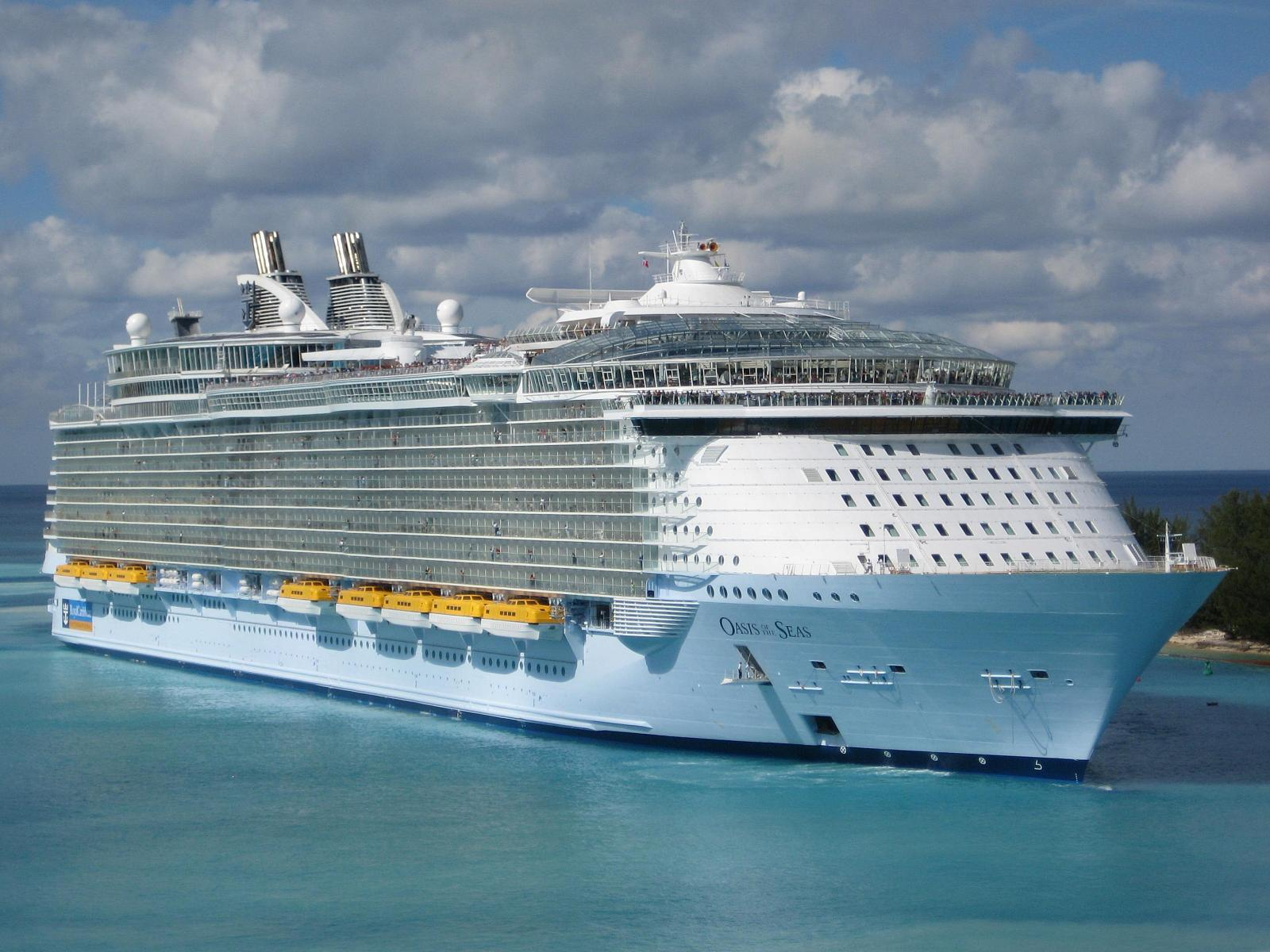
Kryssningsfartyget är ett av världens största kryssningsfartyg.

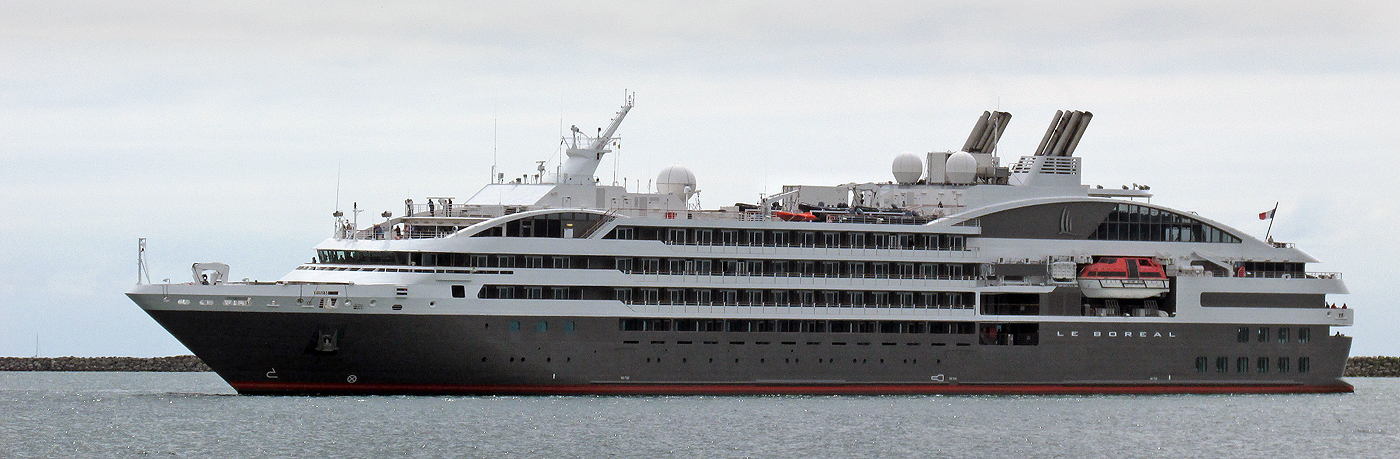
Le Boreal i Ystad 16 juni 2015.

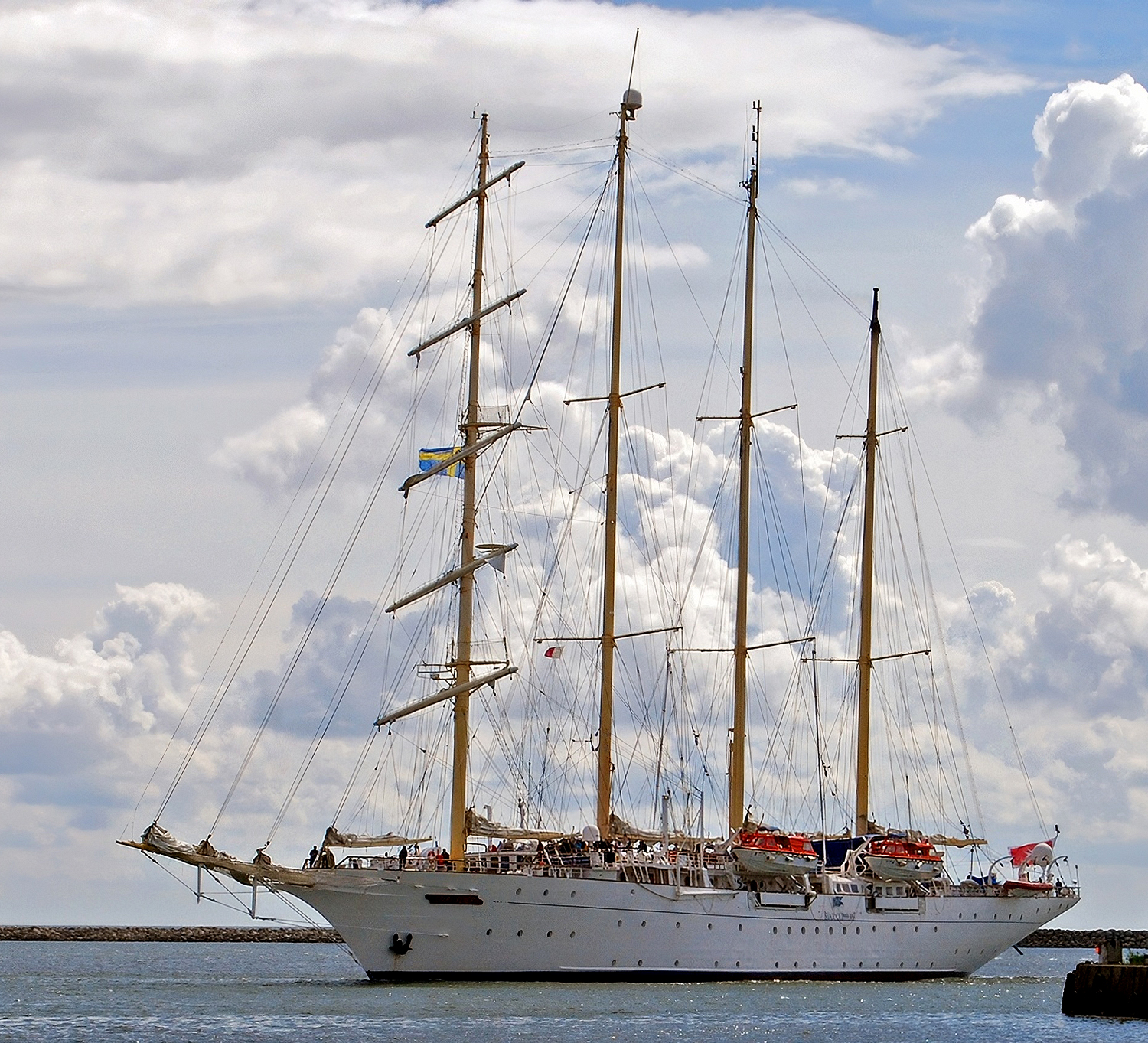
Star Flyer är ett lyxkryssande segelfartyg, här anländer det till Ystad, 12 aug 2013.

Ett kryssningsfartyg är ett passagerarfartyg som specifikt transporterar resenärer som reser för nöjes skull. Kryssningsfartyg har ofta många restauranger, butiker, barer och ibland även simbassänger. Kryssningsfartyg har oftast inga bildäck och tar heller inga järnvägsvagnar ombord, så länge det inte handlar om en kryssningsfärja. Många kryssningsfartyg har korsat haven i flera årtionden.
Kryssningsturismen växer kraftigt. Fartygsstorlekar för 2 000 och fler passagerare är vanliga. Flera stora fartyg ligger ofta samtidigt i samma hamn och erbjuder gästerna utflykter. Med tanke på det stora antalet turister som plötsligt dyker upp är dessa platser ofta överväldigade.
Med sina många, ofta äldre passagerare samlade på en liten yta löper kryssningsfartyg risk att drabbas av utbrott av smittsamma sjukdomar. Under covid-19-pandemin spred sjukdomen sig  ombord på flera fartyg som förbjöds att lägga till i många hamnar.

## Kända kryssningsfartyg
- M/S Wonder of the Seas - Världens största fartyg. 362 meter lång och har 18 däck[4].
- M/S Symphony of the Seas – Världens näst största kryssningsfartyg. 361 meter lång.
- M/S Harmony of the Seas
- M/S Allure of the Seas
- M/S Freedom of the Seas
- M/S Oasis of the Seas
- M/V Explorer
- M/S Costa Concordia
- Le Boreal
- Star Flyer

## Kända kryssningsrederier
- Royal Caribbean Cruises
- Costa Cruises
- Carnival Cruise Lines
- MSC Cruises

### Fotnoter
1. ↑  Leif-Åke Josefsson (18 december 2005). ”Vad hände sen med klassiska fartygen?” (på svenska). Aftonbladet. https://www.aftonbladet.se/resa/kryssningar/article19085914.ab. Läst 3 november 2017.
2. ↑  Lutz Heyser (6 juni 2017). ”Neuer Rekord auf den Ozeanen erwartet” (på tyska). swr.de. Südwestrundfunk – SWR. Arkiverad från originalet den 11 maj 2018. https://web.archive.org/web/20180511074644/https://www.swr.de/marktcheck/kreuzfahrt-boom-neuer-rekord-auf-den-ozeanen-erwartet/-/id=100834/did=19638490/nid=100834/d7mdoj/index.html.
3. ↑  Tardivel, Kara; White, Stefanie B.; Duong, Krista Kornylo. ”Cruise Ship Travel – Chapter 8 – 2020 Yellow Book | Travelers' Health | CDC” (på engelska). C.cdc.gov. https://wwwnc.cdc.gov/travel/yellowbook/2020/travel-by-air-land-sea/cruise-ship-travel. Läst 5 januari 2022.
4. ↑  Alexander (17 februari 2023). ”Världens största båtar – här är hela listan”. Båtdrömmar. https://www.batdrommar.se/battyper/varldens-storsta-bat/. Läst 16 juni 2023.